# Bornemisza Elemér
Kászoni báró Bornemisza Elemér Ferenc Károly József Mária (Arad, 1930. február 18. – 2010. január 1.) talajkémikus, az MTA tagja, egyetemi tanár, a Costa Rica-i Tudományos Akadémia alapító elnöke, a kászoni Bornemisza család tagja.

## Élete
Bornemisza Károly báró és Steiner Eleonóra legidősebb gyermekeként született. 9 éves koráig a család Romániában élt, majd 1945-ig Magyarországon, ezt követően 1950-ig Ausztriában. Szüleivel és testvéreivel együtt 1950-ben az ENSZ Menekültügyi Szervezete segítségével Costa Ricába vándorolt. Ott, a San José-i Állami Egyetemen kémikus oklevelet szerzett 1954-ben, majd a gainsville-i Floridai Állami Egyetemen MSc diplomát tett 1957-ben, 1962-ben Rockefeller-ösztöndíjjal PhD képesítést szerzett, végül 1976-ban a DSc fokozatot is magáénak tudhatta. A San José-i Állami Egyetem előadó tanára 1954-től 1976-ig, majd nyilvános rendes tanára. Közben 1978-tól 1983-ig az egyetemi ún. Graduate School dékánja, ezt követően pedig a müncheni Bajor Műszaki Egyetem DAAD-ösztöndíjas vendégprofesszora. 1984-től korábbi egyetemén az egyetemi Mezőgazdasági Kutatási Központ igazgatója volt 1988-ig. A Costa Rica-i UNESCO Bizottság elnöke volt 1988-tól 1990-ig, majd 1992-ben egyik apítója és első elnöke lett a Costa Rica-i Tudományos Akadémiának. 1993-tól az MTA külső tagja is lett. A trópusi talajok vizsgálatával foglalkozott.

## Családja
1957-ben feleségül vette a Costa Rica-i születésű Gudrun Agnes Paschkát (1935), négy gyermekük született:
- Ágnes (1958); férje: Adrian Pineda Cordero (1955)
- Pál (1960); neje: Ana Lucia Gómez Abarca (1959)
- Albert (1961); neje: Sandride Bernardi (1959)
- János (1970)